# Avonbridge
Avonbridge est un village dans le Falkirk, en Écosse.